# 陳破空
陳 破空（ちん はくう、チン・ポコン、Chen Pokong、1963年12月20日 - ）は、中国系アメリカ人の政治活動家、著作家。四川省三台県生まれの中国民主活動家のメンバーとして天安門事件に参加し、2度の投獄を経てアメリカに亡命した人物である。コラムニスト、政治評論家、作家、テレビ評論家、YouTuberとしてアメリカで活動しながら日本・台湾・香港でも出版活動をしている。

## 経歴
幼少期に父を文化大革命時に失った。上海で「一二九愛国運動」という民主化運動を実施、上海の同済大学を卒業後は場所を広州に移し中山大学で民主化運動を実施した。この時に天安門事件が発生。香港経由で海外に亡命せずに、公安に何度も出向き討論した彼は、一度目の投獄を経験する。
2年半の政治犯としての投獄後、香港に密航し政治保護を求めたが認められず強制送還される。この時に、天安門事件を暗示した第25回オリンピック記念切手と身分証明書関係を香港警察から返却されておらず取り戻すために再度密航する。再度密航し、広東に強制送還されるときにどこへ送り返されるのか聞いたときに「アメリカだよ」と答えた香港警察のせせら笑いが忘れられないという。
その後、密航したことで二度目の投獄を経験する。この時に獄中で英語圏宛に、アメリカなどでは輸出入が禁止されている獄中での製造製品がつくられていることに気付き、これを告発、ボイスオブアメリカやABCテレビなどで世界に告発した。
その後、広東省の役人から、亡命を暗にすすめられアメリカに亡命した。

## 主張
現在（2014年当時）の中国共産党について。
「大きく4つの変化がある。1、汚職が数十倍、数百倍になり、腐敗した政治家たちは次々とその財産を海外に移している。2、経済発展のめざましさがあるが、これは格差につながってる。3、民主化運動が暴力的になっており、ウイグル自治区では武力抵抗が続いていますし、チベットでは多くの焼身自殺が行われている。軍や警察との衝突の規模も拡大した。4、対外的に強硬な姿勢が目立つようになり、東シナ海では日本に、南シナ海ではインドやフィリピンへの圧力を強めており、内への独裁から外への独裁に変化している。」「経済成長を上回る勢いで軍事費が増長。」「明るい兆しの見えない中国で中国政府が転覆し民主化するには、2つのシナリオが考えられる。1、日清戦争のように外部における戦争で日本やアメリカに負け弱体化した政府に、国民が立ち上がったとき。2、内部における権力闘争でひっくり返る可能性があり、政敵を倒すために民主化運動を利用した結果で民主化することがありえる。」
と語る。

## 著書
- 男大学生宿舍. 中国 广州作品杂志. (1988)
- 绯闻. 中国 广东人民出版社. (1995)
- 台风. 美国(アメリカ合衆国) 今天杂志. (1999)
- 關於中國的一百個常識. 台灣 博大出版社. (2007-06). ISBN 978-986816365-2
- 中南海厚黑学. 香港 開放出版社. (2010-05). ISBN 978-962793428-8
  -  中南海厚黑學：中共不能說的秘密. 台灣 允晨文化公司. (2010-10). ISBN 978-986627422-0
- 假如中美開戰 二十一世紀的戰爭. 台灣 允晨文化公司. (2013-09). ISBN 978-986579404-0
- 不受歡迎的中國人. 香港 田園書屋. (2015-02). ISBN 978-962793443-1
  -  不受歡迎的中國人. 香港 開放出版社. (2015-05). ISBN 978-962793443-1
  -  全世界都不了解中國人. 台灣 前衛出版社. (2015-11). ISBN 978-957801781-8
- 傾斜的天安門：關於中國的100個常識. 台灣 博大出版社. (2016-04). ISBN 978-986926421-1
- 川普對決習近平：台灣的機會. 台灣 前衛出版社. (2017-06). ISBN 978-957801820-4

### 日本語訳
- 山田智美 訳『赤い中国消滅～張子の虎の内幕』扶桑社新書、2013年12月2日。ISBN 978-4-594-06953-7。
- 山田智美 訳『日米中アジア開戦』文藝春秋〈文春新書〉、2014年5月20日。ISBN 978-4-16-660976-5。
- 山田智美 訳『赤い中国の黒い権力者たち』幻冬舎ルネッサンス新書、2014年6月25日。ISBN 978-4-7790-6107-3。
- 山田智美 訳『品性下劣な中国人―彼らが世界中から嫌われる理由』扶桑社新書、2014年11月4日。ISBN 978-4-594-07151-6。
  - 全世界都不了解中國人の訳書
- 石平と共著『習近平が中国共産党を殺す時―日本と米国から見えた「2017年のクーデター」』ビジネス社、2016年7月30日。ISBN 978-4-8284-1903-9。
- 『常識ではあり得ない中国の裏側―中国人だからよくわかる』ビジネス社、2016年12月22日。ISBN 978-4-8284-1931-2。
- 山田智美 訳『米中激突―戦争か取引か』文春新書、2017年7月20日。ISBN 978-4-16-661137-9。
- 高口康太 訳『カネとスパイとジャッキー・チェン―分断される民主化運動と中国の行く末』ビジネス社、2018年1月25日。ISBN 978-4-8284-2005-9。
- 高口康太 訳『そして幻想の中国繁栄30年が終わる―誰も知らない「天安門事件」の呪縛』ビジネス社、2019年5月24日。ISBN 978-4-8284-2102-5。

## メディア出演・掲載
- 雑誌インタビュー - 「香港は必ず勝利する」『The Liberty』2022年9月号 pp66-67[4]